# Sumner Redstone

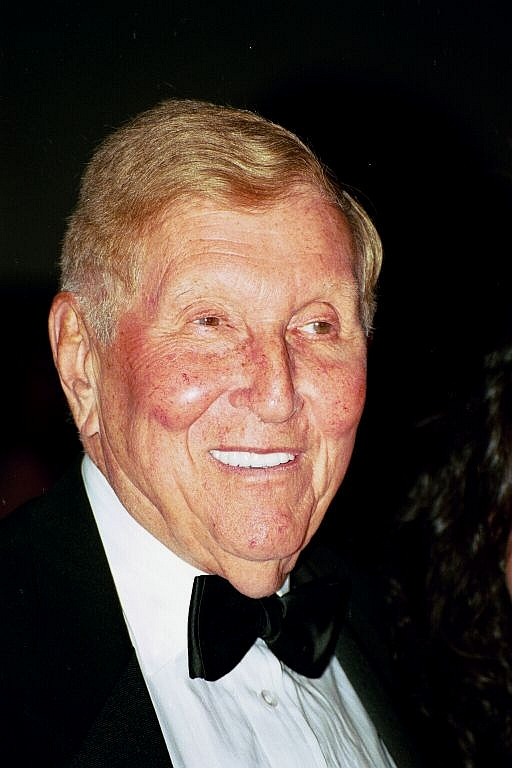
Sumner Redstone (2001)

Sumner Murray Redstone (* 27. Mai 1923 in Boston, Massachusetts, als Sumner Murray Rothstein; † 11. August 2020 in Los Angeles, Kalifornien) war ein US-amerikanischer Unternehmer. Redstone war Mehrheitseigentümer und Vorstandsvorsitzender des US-amerikanischen Kinobetreibers National Amusements. Über National Amusements hielt Redstone die Mehrheit an den Unternehmen Viacom und CBS Corporation und war bis 2016 auch Executive Chairman beider Unternehmen.

## Leben
Sumners Eltern waren Michael und Belle Rothstein. 1940 wurde der Familienname in Redstone geändert. Sumners Vater Michael Rothstein war der Eigentümer des Unternehmens Northeast Theater Corporation in Dedham, Massachusetts. Aus diesem Unternehmen entstand später National Amusements. Redstone besuchte die Boston Latin School. Danach ging er an das Harvard College, wo er seinen Bachelor erhielt. Redstone absolvierte während des Zweiten Weltkrieges dann seinen Militärdienst und war Mitglied in einem Team, das japanische Nachrichten decodierte. Nach der Militärzeit arbeitete Redstone in Washington und besuchte die Georgetown University Law School. Er wechselte zur Harvard Law School und erwarb den LL.B. sowie den Juris Doctor. Nach dem Studium arbeitete Redstone in Washington für das Justizministerium und ging dann in die Privatwirtschaft. Nach einigen Jahren wechselte er in das Unternehmen seines Vaters, wo er in den folgenden Jahren aufstieg. Er galt für mehrere Jahrzehnte als einer der einflussreichsten Entscheider in der amerikanischen Unterhaltungsbranche.
1999 ließ er sich nach 52 Ehejahren von seiner ersten Frau Phyllis Gloria Raphael scheiden. Sie haben zwei gemeinsame Kinder, Shari Redstone (* 1954), derzeitige Vorsitzende von ViacomCBS, und Brent Redstone (* 1951), der als Anwalt tätig ist. 2002 heiratete er in zweiter Ehe die 39 Jahre jüngere Paula Fortunato. 2008 reichte Redstone die Scheidung ein, die 2009 rechtskräftig wurde.
Im Juli 2010 machte Redstone mit einer Kapriole um eine Mädchenband und das Viacom-Unternehmen MTV Schlagzeilen.
Anfang Februar 2016 trat Redstone aus gesundheitlichen Gründen von seinen Posten als Executive Chairman (exekutiver Verwaltungsratsvorsitzender) von CBS und Viacom zurück. Zuvor musste er sich auf gerichtliche Anordnung einem geistigen Eignungstest unterziehen. Er hätte schwere kognitive Defizite, sei nicht mehr fähig, verständlich zu sprechen und zu schreiben und Entscheidungen bezüglich seiner Gesundheit selbst zu treffen. Seine Nachfolger wurden die jeweiligen CEOs der beiden Unternehmen, Leslie Moonves und Philippe P. Dauman. Redstones Tochter Shari Redstone behielt ihren Posten als Vice Chairwoman. Sumner Redstone erhielt den Titel des „Chairman Emeritus“ der beiden Unternehmen. Im Mai 2016 entschied Viacom, ihm die Vergütung für seinen Posten als „Chairman emeritus“ zu streichen. Er verdiente alleine bei Viacom im Jahr 2015 zwei Millionen US-Dollar, im Jahr davor waren es noch 13 Millionen US-Dollar.
Sein geschätztes Vermögen belief sich laut Forbes im Jahr 2016 auf 5,2 Milliarden US-Dollar.
Redstone verstarb im Alter von 97 Jahren in seinem Zuhause in Los Angeles.